# Scrophularia desertorum
Scrophularia desertorum là một loài thực vật có hoa trong họ Huyền sâm. Loài này được (Munz) R.J. Shaw miêu tả khoa học đầu tiên năm 1962.